# Орловский сельский совет (Днепропетровская область)
Орловский сельский совет (укр. Орлівська сільська рада) — входит в состав
Покровского района
Днепропетровской области
Украины.
Административный центр сельского совета находится в 
с. Орлы.

## Населённые пункты совета
- с. Орлы
- с. Диброва
- с. Киричково
- с. Кривобоково
- с. Малиновка
- с. Маяк
- с. Мечетное
- с. Солёное

## Ликвидированные населённые пункты совета
- с. Луначарское